# Edificio de la Sociedad de Artesanos
El Edificio de la Sociedad de Artesanos se encuentra en Belgrado, en la calle Hilendarska núm. 2. Fue alzado para las necesidades de la Sociedad de artesanos. Representa непокретно културно добро como споменик културе.

## Historia
El edificio de la Sociedad de Artesanos fue alzado en la antigua hacienda de Jovan Kujundzic, en la que, en su vez, se encontraba su taberna, Dos palomas blancas. El edificio en el que se encontraba esta taberna fue construido en 1841, después de que el proyecto de la construcción del edificio de la Sociedad de artesanos fuera aceptado. En la memoria a la taberna, la calle Svetogorska por mucho tiempo se denominó como la calle de Dos palomas blancas.
En 1911 la Sociedad de Artesanos estableció una fundación del edificio, y el año siguiente fue adquirido el terreno para su construcción. Según el modelo de otros edificios gremiales, tenía por su objetivo reunir, en un solo lugar, todas las instituciones de artesanía. Esa posibilidad surgió en el año 1914, cuando diferentes fondos artesanales recaudaron fondos y empezaron con la construcción del edificio, según el proyecto del arquitecto Данила Владисављевића del año 1912. La construcción del edificio la interrumpió la guerra, así que fue pospuesta hasta 1931, cuando el proyecto fue confiado al arquitecto Богдану Несторовићу. El edificio fue terminado en  1. маја 1933.

## Arquitectura
El edificio de la Sociedad de Artesanos fue proyectado en espíritu de la arquitectura del модернизма tardío y del ар декоа. Fue concebido como un edificio angular, con el tracto central de la base circular y dos alas laterales, a lo largo de las calles Hilendarska y Svetogorska. La relación del arco central y  las partes laterales lisas fue expresado por la torre central de dos pisos. La masividad de la parte de esquina del edificio fue facilitada por una колонадом en el sótano y en la última planta. Según el deseo de la familia Kujundzic, que vendió el terreno para la construcción de este edificio, en la fachada del edificio se encuentran las figuras de dos palomas blancas. Esto es, el escultor Никола Лукачек construyó en la fachada el grupo escultural Kovac, занатлију con su ayudante, representado por un hombre joven y el niño, los símbolos de dos generaciones jóvenes, junto con varios алата artesanales, чекића, наковња, клешта, шестара y маказа, donde, al lado del yunque situó y dos palomas blancas, y esta composición se encuentra encima de la entrada principal al objeto, en la zona central de la planta baja. Los elementos del estilo moderno y del art-decó en este edificio monumental son la columnata purificada del sótano y  лантерне (лампе) prismáticas, las aberturas de los pisos horizontalmente relacionadas, los niveles escalonados de las paredes, las arcadas en las coronas y sobresalidas, la escultura colocada en la consola, en un campo especial para la escultura, el vertical en la parte frontal en la terminación de la torre, en la que se encontraba la inscripción “Sociedad de artesanos“, junto con los acentos horizontales, decorativos en parapetos y los pilares de la parte superior de la torre.  Este edificio fue uno de los monumentos más grandes de la arquitectura de Београда entre dos guerras mundiales. Los artesanos lo llamaban “Edificio principal“, y los contemporáneos describían el estilo de la construcción como “monumental“ y “moderno“. Incluso hoy en día es uno de los edificios más imponentes de la capital.
Cuando se abrió para el público, en la Sociedad de artesanos, existían una taberna, un restaurante, oficinas, la cine “Avala“ y las habitaciones hoteleras. Desde 1947. en el edificio se encuentra  Радио Београд. Edificio y el espacio anterior en aquella ocasión fueron adaptados para las necesidades de una radioemisora. Las habitaciones del restaurante en el sótano fueron convertidas a un estudio músico y escénico, y en aquellas habitaciones hoteleras  у oficinas se ubica y la redacción.
Por los valores históricas, culturales, arquitectónicas y urbanistas el edificio de la Sociedad de Artesanos en Belgrado es denominado como el споменик културe(Resolución, “Periódico independiente de Belgrado“, núm. 23/84“).